# Тальен, Жан-Ламбер
Жан-Ламбер Тальен (фр. Jean-Lambert Tallien; 23 января 1767, Париж — 16 ноября 1820, Париж) — деятель Великой французской революции, журналист, активный участник Термидорианского переворота.

## Биография

### Ранние годы
Сын эконома маркиза де Берси. Благодаря протекции последнего получил хорошее образование. После этого маркиз назначил его клерком при прокуроре, позже он получил невысокий чин в управлении финансов и торговли.

### Начало революционной деятельности
С энтузиазмом принял революцию, участвовал в волнениях на парижских улицах. Бросив должность клерка, стал секретарем у депутата Национального собрания Жана-Батиста Бростаре.
Попытался пробиться в печать: добился должности мастера в типографии газеты «Монитёр», организовал братское общество, то есть общество для политического просвещения, в Сент-Антуанском предместье. Тогда же начал посещать Якобинский клуб и познакомился с некоторыми лидерами якобинцев, в частности, с Дантоном. С 1792 года начал выпускать собственную еженедельную газету, расклеивавшуюся на стенах (journal-affiche), — «Друг граждан» (фр. L’Ami des citoyens) в подражание Марату. Газета печаталась за счет Якобинского клуба. После Вареннского кризиса потребовал низложения короля. Был видной фигурой в парижской секции Ломбар. 15 апреля организовал вместе с Колло д’Эрбуа «праздник Свободы» в честь освобожденных солдат швейцарского полка Шатовьё, ранее осужденных за мятеж. 8 июля от имени секции Королевской Площади требовал в Собрании восстановления в должностях мэра Парижа Петиона и прокурора Коммуны Манюэля, отстраненных парижским департаментом после демонстрации 20 июня.

### Член Коммуны
Участвовал в восстании 10 августа, свергнувшем короля, после чего вошёл в состав повстанческой Парижской коммуны в качестве секретаря. Развил на этом посту бешеную активность, часто являясь в Собрание от имени Коммуны. Во время «сентябрьских убийств» 2—5 сентября открыто одобрил их и восхвалял их участников; 3 сентября принял участие в составлении циркуляра, разосланного по провинциям с призывом последовать примеру Парижа. Подал в отставку и баллотировался в Национальный Конвент. Против него выступил тогда Марат, назвав «алчным интриганом, ищущим мест», но тем не менее 13 сентября Тальен был избран в депутаты 422 голосами выборщиков из 681 от департамента Сена и Уаза.

### Депутат Конвента
В Конвенте примкнул к монтаньярам, спорил с жирондистами, защищая от их нападок Коммуну. Требовал суда над Людовиком XVI и запрета для него видеться с семьей. Во время голосования в Конвенте вопроса о судьбе короля голосовал за казнь без отсрочек. В феврале добился декрета о преследовании тех, кто 10 августа защищал короля; выступил против декрета, обвинявшего Марата. В марте направлен в качестве комиссара в департамент Эндр и Луара, где освободил значительное число заключённых. Потом выехал в Вандею, где предложил направить гарнизон Майнца в качестве подкрепления для борьбы с мятежниками. После возвращения участвовал в свержении жирондистов 31 мая и 2 июня 1793 года. Летом изобличал заговорщиков, пытавшихся спасти арестованного генерала Кюстина, а также защищал генерала Россиньоля, заявив: «И какое мне дело до грабежа нескольких домов!».

### Комиссар в Бордо

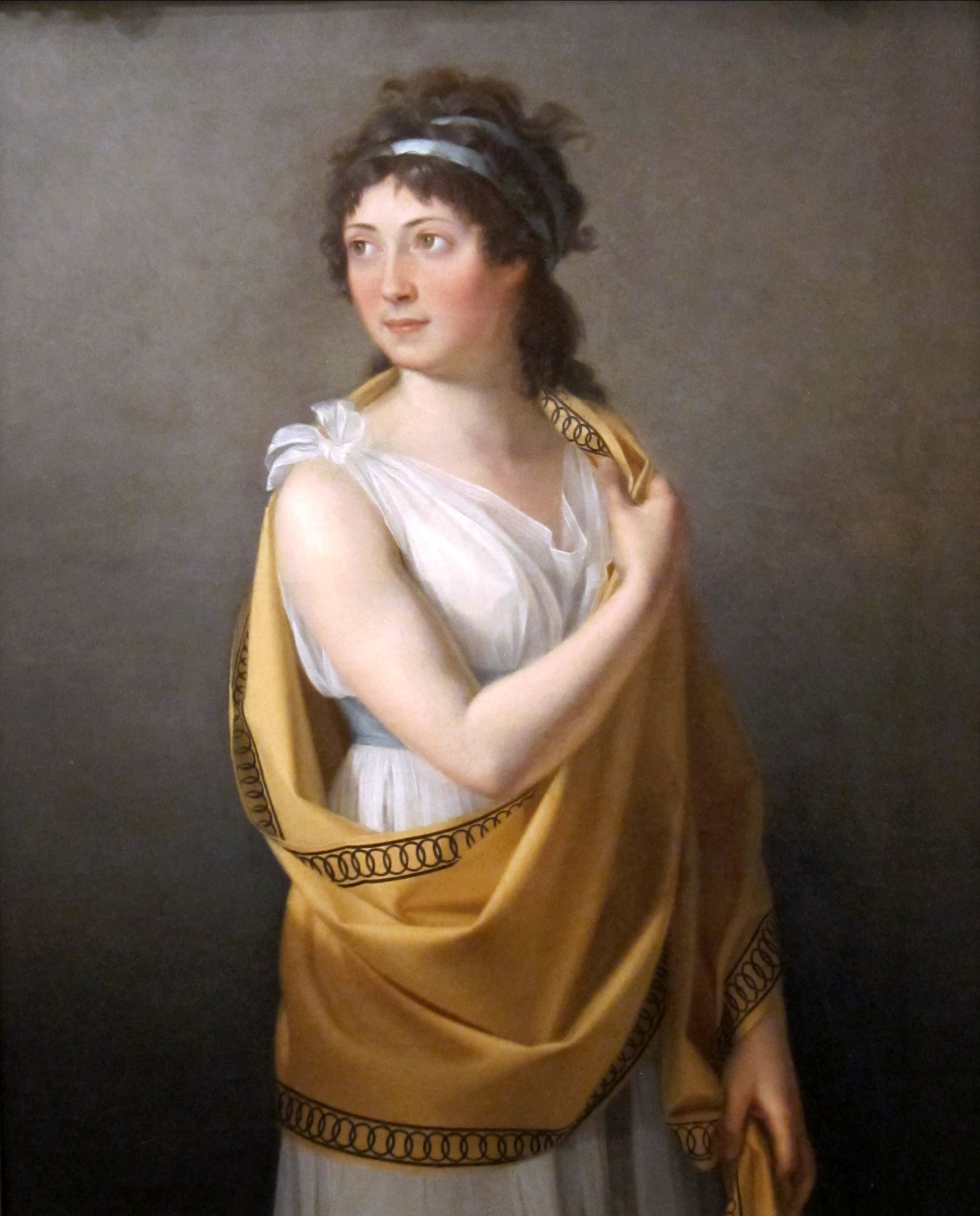
Тереза Кабаррюс. Портрет работы Ж.-Л. Давида.

23 сентября был направлен в качестве комиссара в Бордо для подавления федералистского мятежа. Сначала очень активно проводил казни и реквизиции, за счет которых разбогател; 18 октября по его инициативе скомпрометированное название департамента «Жиронда» было заменено на «Бек д’Амбе». Влюбившись в маркизу де Фонтене, урождённую Терезу Кабаррюс, стал её любовником, полностью подпал под её влияние и спасал от преследований тех, кого указывала она, — как уверяли не всегда задаром, но доказательств взяточничества не нашли. В результате Тальен и Тереза жили в обстановке вызывающей роскоши в голодном городе, и вскоре Комитет общественного спасения получил об этом доносы. Тальен был отозван из Бордо. Ему ещё удалось стать секретарём Конвента, а 1 жерминаля II года (21 марта 1794 года) — даже его председателем, но он знал о недоверии Робеспьера к нему.

### Термидорианец
Опасаясь возможной казни, он примкнул к заговорщикам-термидорианцам, приняв приглашение Барраса. Тереза приехала за ним в Париж, но была арестована: её не без оснований подозревали в том, что она дурно повлияла на Тальена. 7 термидора последний получил от неё из тюрьмы Лафорс записку следующего содержания: 

От меня только что ушёл полицейский чиновник: он приходил, чтобы сообщить мне, что завтра я пойду на суд, то есть на эшафот. Это мало похоже на сон, который я видела этой ночью. Робеспьера больше нет, и тюрьмы открыты… Но из-за вашей беспримерной трусости во Франции нескоро найдется человек, способный воплотить его в явь.

Возможно, сообщение о визите полицейского было ложным, казнить Терезу в ближайшее время не собирались, и записка была написана только затем, чтобы подстегнуть Тальена. Так или иначе, своей цели она достигла. Тальен переправил ответную записку: 

Будьте столь же осторожны, сколь я буду смел, и успокойтесь.

Действительно, на заседании Конвента 9 термидора он первым начал атаку. Едва Сен-Жюст, стоявший на трибуне, успел произнести несколько фраз, Тальен прервал его и разразился обвинительной речью:

Республика находится в самом прискорбном состоянии, и ни один добрый гражданин не может её не оплакивать. Вчера один член правительства обособился от него и произнёс речь только от собственного имени, сегодня то же самое делает другой. Я требую, чтобы завеса была наконец сорвана

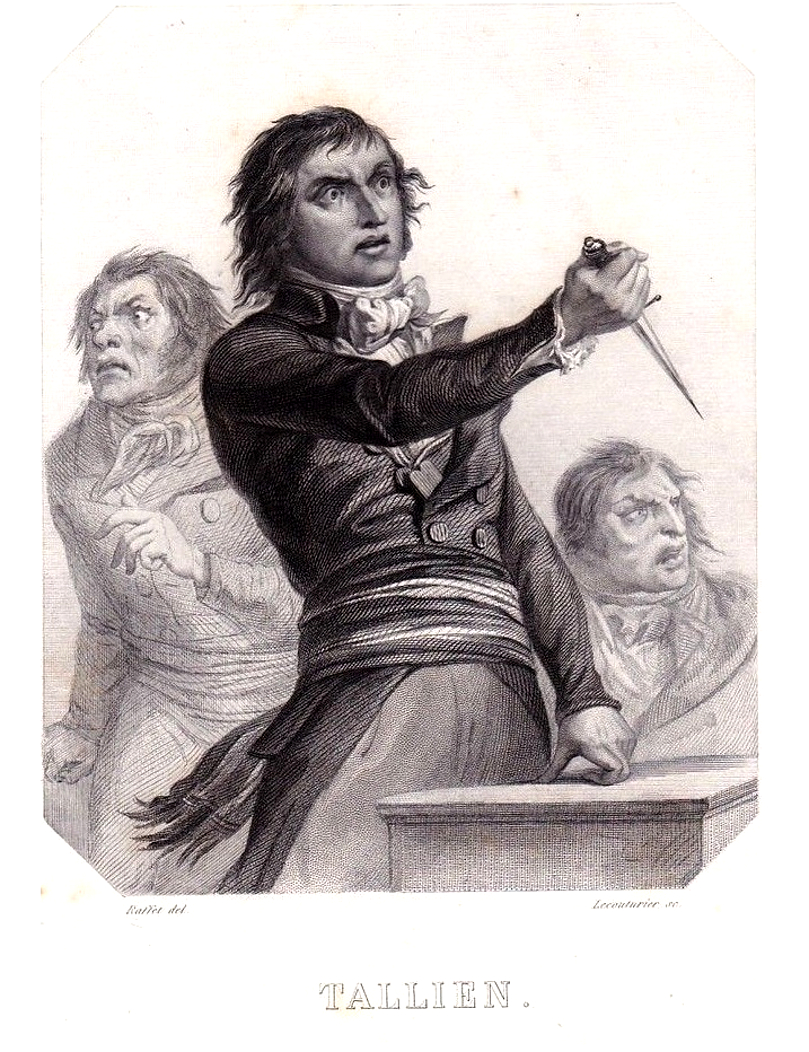
Тальен на трибуне 9 термидора

 Его сменил Бийо-Варенн, начавший обвинять Робеспьера; последний требовал слова (под крики «долой тирана»), но председатель (Колло д’Эрбуа) слова ему не дал, зато снова дал Тальену.

Я сейчас требовал, — заявил тот, — чтобы завеса была сорвана; я вижу, это случилось. Заговорщики разоблачены. Я знал, что моя голова в опасности, и до сих пор хранил молчание; но вчера я присутствовал на заседании у якобинцев, я видел, что формируется армия нового Кромвеля, я затрепетал в страхе за отечество и теперь вооружился кинжалом, чтобы пронзить ему грудь, если бы у Конвента не хватило смелости вынести ему обвинительный декрет.

С этими словами он вытащил кинжал и показал собранию, встретившему этот жест аплодисментами. Потом он предложил арестовать командира парижской Национальной гвардии Анрио, и Бийо-Варенн тут же добавил и фамилию председателя трибунала Дюма; оба предложения были сразу приняты. После Барера Тальен ещё раз взял слово и добился-таки предложения об аресте Робеспьера. Последнего и его ближайших сподвижников арестовали, а Тальен этой ночью успел побывать даже в кресле председателя Конвента.

### После Термидора
Падение и гибель Робеспьера позволили Тальену войти в состав Комитета общественного спасения, но он пробыл там всего месяц. 9 сентября его, возвращавшегося домой, ранил в плечо выстрелом из пистолета какой-то неизвестный; в покушении обвинили якобинцев, и 24 декабря Якобинский клуб был закрыт. В вандемьере III года (октябре 1794 г.) у него случился конфликт с Камбоном, ответственным за финансы республики, которого он обвинил в чрезмерной эмиссии ассигнатов, пагубной для экономики, и призвал строго потребовать с него отчета. Камбон, человек лично честный, крайне возмутился и обрушился с трибуны Конвента на Тальена с такими словами:

А, ты на меня нападаешь! Ты хочешь поставить под подозрение мою честность! Ладно же! Я сейчас докажу, что ты вор и убийца. Ты не отчитался за свои дела, когда был секретарем Коммуны, и у меня есть доказательства этого в комитете финансов; ты распорядился потратить полтора миллиона франков на то, что покроет тебя позором. Ты не отчитался за свою миссию в Бордо, и у меня опять же есть подтверждение этого в комитете. Ты навсегда останешься под подозрением в соучастии в сентябрьских преступлениях, и я твоими собственными словами докажу твое соучастие, из-за которого тебе следовало бы помалкивать.

Дебатируя о якобинцах в Конвенте, он выступил против Бийо-Варенна и получил поддержку большинства. 26 декабря 1794 года Тальен официально женился на Терезе Кабаррюс. Активно участвовал в подавлении восстания парижских санкюлотов 1—4 прериаля III года (май 1795 года), после чего снова вошёл в состав Комитета общественного спасения, где оставался до жерминаля VI года (весны 1798 г.). В июле 1795 г. в качестве чрезвычайного комиссара при генерале Гоше участвовал в уничтожении роялистского десанта, высадившегося на полуострове Киберон, где велел расстреливать пленных. После подавления роялистского мятежа 13 вандемьера в Париже вступил в конфликт с прежними союзниками — бывшими жирондистами; был назначен членом Комиссии пяти «для принятия мер общественного спасения». 23 вандемьера IV года (15 октября 1794 г.) был избран в Совет пятисот, где видной роли не играл. Вообще при Директории его политический вес постепенно упал; левые ставили ему в вину террор после термидора, правые — жестокость по отношению к роялистам. В 1795 г. от него ушла жена — сначала к Баррасу, потом к финансисту Уврару. В 1798 году принял участие в Египетском походе, в Каире стал членом новой академии — созданного Бонапартом Египетского института (отделение политической экономии) и выпускал газету «Египетская декада» (Décade Égyptienne). После отъезда Бонапарта генерал Мену потребовал и от Тальена покинуть Египет. Судно, на котором плыл последний, было захвачено англичанами, и Тальен оказался в плену в Англии, где нашёл восторженный прием со стороны партии вигов. Его принял их лидер Чарлз Джеймс Фокс, а герцогиня Девонширская подарила ему свой портрет, украшенный бриллиантами (портрет он оставил себе, а бриллианты вернул).

Когда он в 1802 году вернулся во Францию, его жена 8 апреля официально развелась с ним. В 1804 году по протекции Талейрана и Фуше Тальен получил место консула в Аликанте, но пробыл там всего четыре месяца: заболев жёлтой лихорадкой, он ослеп на один глаз и был вынужден вернуться. Он добился пенсии от правительства Наполеона. В период Ста дней он одобрил «Дополнительный акт» к конституции, так откомментировав своё решение:

Поскольку фразы бесполезны, когда отечеству грозит неминуемая опасность, когда честь и независимость нации настоятельно требуют принести в жертву любые частные мнения, я, желая прежде всего быть и остаться французом, в ожидании желательных улучшений от времени, света и патриотизма обеих Палат, говорю «да».

Тем не менее пенсию ему оставили и после Реставрации, из-за слабого здоровья не отправив в изгнание, полагавшегося ему как «цареубийце». Умер от проказы 16 ноября 1820 года. Похоронен на кладбище Пер-Лашез.

## Образ в кино
- «Господство террора» (США, 1949) — актёр Норман Ллойд

## Образ в литературе
Персонаж романов Э. Дж. Булвер-Литтона «Занони» (1842), П. Адана «Сила» (1899), П. Шигена «Ожерелье королевы» (1911), романа Марка Алданова «Девятое термидора» (1925).